# Brouqueyran
Brouqueyran é uma comuna francesa na região administrativa da Nova Aquitânia, no departamento da Gironda. Estende-se por uma área de 5,67 km². Em 2010 a comuna tinha 206 habitantes (densidade: 36,3 hab./km²).